# Искалиев, Нажамеден Ихсанович
Нажамеде́н Ихса́нович Искали́ев (каз. Нәжімеден Ықсанұлы Есқалиев; 5 сентября 1941, с. Байбек, Красноярский район, Астраханская область, РСФСР, СССР — 5 декабря 2023, Казахстан) — советский и казахстанский государственный и партийный деятель, дипломат. Член ЦК КПСС (1990—1991).

## Биография
Родился 5 сентября 1941 года в селе Байбек Красноярского района Астраханской области РСФСР.

### Образование
В 1958 окончил Астраханское педагогическое училище.
В 1966 окончил Казахский сельскохозяйственный институт.
В 1980 окончил Академию народного хозяйства при Совете министров СССР.

### Трудовая деятельность
С 1958 по 1961 — учитель в Красноярском районе Астраханской области
С 1967 по 1972 — агроном-семеновод, главный агроном совхоза «Таловский»
С 1972 по 1974 — начальник Джаныбекского райсельхозуправления Уральской области
С 1974 по 1978 — первый заместитель начальника, начальник Уральского областного управления сельского хозяйства
С 1980 по 1983 --- начальник Талды-Курганского областного управления сельского хозяйства
С 1983 по 1985 — первый секретарь Талды-Курганского райкома партии
С 1985 по 1986 — первый заместитель председателя Талдыкурганского облисполкома, председатель облагропрома
С 1986 по 1991 — первый секретарь Уральского обкома Компартии Казахстана
С 1989 по 1992 — Депутат Верховного Совета Казахской ССР 11-го созыва, народный депутат СССР
С 1990 по 1992 — председатель Уральского областного Совета народных депутатов
С февраля 1992 по январь 1993 — глава Западно-Казахстанской областной администрации
С января по ноябрь 1993 — глава Кокчетавской областной администрации
С февраля 1994 года по 1997 — Чрезвычайный и Полномочный Посол Республики Казахстан в Республике Узбекистан, в Республике Таджикистан по совместительству
С июня 1997 года по 1999 — Чрезвычайный и Полномочный Посол Республики Казахстан в Украине, в Республике Молдова по совместительству.
С 1999 по 2003 --- заместитель Председателя Исполнительного Комитета СНГ
Скончался 5 декабря 2023 года на 83-м году жизни.

## Награды
- Орден Дружбы народов
- Почётный гражданин города Уральска (2014)[1], Почётный гражданин Западно-Казахстанской области (2018)[2].